# (38520) 1999 TZ255
1999 TZ255 (asteroide 38520) é um asteroide da cintura principal. Possui uma excentricidade de 0.06966810 e uma inclinação de 0.35920º.
Este asteroide foi descoberto no dia 9 de outubro de 1999 por Spacewatch em Kitt Peak.